# Reba McEntire (альбом)
Reba McEntire — дебютный студийный альбом американской певицы Рибы Макинтайр, выпущенный 15 августа 1977 года на лейбле Mercury Records. На нём был представлен ее первый сингл «I Don’t Want to Be a One Night Stand», а также кавер-версия хита Дженнифер Уорнс «Right Time of the Night» и хита группы Hot «Angel in Your Arms». Три сингла с альбома попали в кантри-чарт журнала Billboard, однако сам альбом не имел коммерческого успеха и не попал в чарты.

## Список композиций
| №  | Название                                  | Автор(ы)                                  | Длительность |
| -- | ----------------------------------------- | ----------------------------------------- | ------------ |
| 1. | «Glad I Waited Just for You»              | Баки Джонс, Райс Портер                   | 2:55         |
| 2. | «One to One»                              | Билл Райс, Джерри Фостер                  | 2:40         |
| 3. | «Angel in Your Arms»                      | Терри Вулфорд, Клейтон Айви, Том Брасфилд | 2:51         |
| 4. | «I Don’t Want to Be a One Night Stand»    | Лэйнг Мартин мл.                          | 2:59         |
| 5. | «I’ve Waited All My Life for You»         | Билл Райс, Джерри Фостер                  | 2:59         |
| 6. | «I Was Glad to Give My Everything to You» | Руби Хайс, Дэнни Хайс                     | 2:10         |

| №                   | Название                                                    | Автор(ы)              | Длительность |
| ------------------- | ----------------------------------------------------------- | --------------------- | ------------ |
| 1.                  | «Take Your Love Away»                                       | Рэнди Шарп            | 2:24         |
| 2.                  | «(There's Nothing like the Love) Between a Woman and a Man» | Руби Хайс, Дэнни Хайс | 2:54         |
| 3.                  | «Why Can’t He Be You»                                       | Хэнк Кочран           | 3:34         |
| 4.                  | «Invitation to the Blues»                                   | Роджер Миллер         | 3:27         |
| 5.                  | «Right Time of the Night»                                   | Питер Маккан          | 2:37         |
| Общая длительность: | Общая длительность:                                         | Общая длительность:   | 31:30        |

## Участники записи
- Риба Макентайр — вокал, бэк-вокал
- Бобби Эммонс — акустическое фортепиано, орган
- Харгус Роббинс — акустическое фортепиано, орган
- Томми Оллсап — гитара
- Гарольд Брэдли — гитара
- Рэй Эдентон — гитара
- Леон Роудс — гитара
- Пит Уэйд — гитара
- Чип Янг — гитара
- Ллойд Грин — слайд-гитара
- Уэлдон Мирик — слайд-гитара
- Боб Мур — бас-гитара
- Бадди Харман — ударные, перкуссия
- Чарли Маккой — губная гармоника
- Джонни Гимбл — скрипка
- Билли Пуэтт — саксофон
- Берген Уайт — струнные и флейтовые аранжировки, бэк-вокал
- Байрон Бах — струнные
- Брентон Бэнкс — струнные
- Джордж Бинкли III — струнные
- Джон Кэтчингс — струнные
- Марвин Чантри — струнные
- Рой Кристенсен — струнные
- Вирджиния Кристенсен — струнные
- Карл Городецки — струнные
- Ленни Хейт — струнные
- Мартин Катан — струнные
- Шелдон Курланд — струнные
- Стивен Максвелл Смит — струнные
- Крис Тил — струнные
- Гэри Ваносдейл — струнные
- Стефани Вульф — струнные
- Джййни Фрике — бэк-вокал
- Хойт Хокинс — бэк-вокал
- Джинджер Холладей — бэк-вокал
- Мэри Холладей — бэк-вокал
- Присси Хаббард — бэк-вокал
- The Jordanaires — бэк-вокал
- Милли Киркхэм — бэк-вокал
- Нил Мэтьюз — бэк-вокал
- Луис Дин Нанли — бэк-вокал
- Гордон Стокер — бэк-вокал
- Рэй К. Уокер — бэк-вокал
- Триш Уильямс — бэк-вокал

- Джерри Кеннеди — продюсирование (1-3, 5-11)
- Гленн Кинер — продюсирование (4)
- Ларри Маглингер — запись
- Линн Петерцелл — запись
- Том Спаркман — запись
- Кэм Маллинс — сведение
- Берген Уайт — сведение
- MC Rather — мастеринг
- Джим Шуберт — обложка
- Джим Макгуайр — фотография